# Breathing
〈Breathing〉은 1980년 4월 14일 EMI 레코드를 통해 잉글랜드의 싱어송라이터 케이트 부시가 발매한 노래이다. 같은 해에 발매된 부시의 세 번째 정규 음반 《Never for Ever》의 리드 싱글로 로이 하퍼가 백 보컬을 맡았다.
〈Breathing〉은 1980년 4월 11일 BBC 라디오 1을 통해 처음으로 공개된 후, 3일 후 정식으로 발매됐다. 영국 싱글 차트에서 16위를 기록했으며, 7주 동안 차트에 머물렀다. 또한 부시의 싱글 중 처음으로 음반에 실리지 않은 노래인 〈The Empty Bullring〉이 B사이드에 실렸다.

## 주제
〈Breathing〉은 자궁 밖에서 무슨 일이 일어나고 있는지 인지하고 있고 핵 낙진에 겁을 먹은 태아에 관한 곡으로, 핵전쟁의 공포와 종말 이후 탄생을 배경으로 하고 있다. 또한 가사에서는 태아가 엄마의 흡연으로 인한 니코틴을 흡수하는 것을 언급한다. 그해 인터뷰에서 부시는 〈Breathing〉을 자신의 "작은 교향곡"이라고 묘사하면서 지금까지 부시가 만든 최고의 노래로 꼽았다. 부시는 이 노래의 정보는 대부분 핵전쟁의 영향에 대해 본 다큐멘터리에서 가져왔으며, 노래의 음색 등은 핑크 플로이드의 《The Wall》(특히 3면)의 영감을 받았다고 밝혔다.
뮤직 비디오에서는 부시가 자궁 속의 태아를 묘사하는 모습이 담겨 있다. 부시는 1986년 4월 코믹 릴리프 자선 콘서트에서 유일하게 노래를 라이브로 연주했다. 1985년 부시는 〈Breathing〉을 《Greenpeace – The Album》에 수록하는 것을 허락했다.

## 차트
| 차트 (1980)              | 최고 순위 |
| ------------------------ | --------- |
| 영국 싱글 차트 (OCC)     | 16        |
| 네덜란드 싱글 (티파라더) | 14        |
| 네덜란드 (싱글 톱 100)   | 44        |